# Mols
Mols är en halvö i Danmark.   Den ligger i Syddjurs kommun i Region Mittjylland, i den centrala delen av landet, 140 km väster om Köpenhamn.
Mols ligger mellan vikarna Kalø Vig, Begtrup Vig och Ebeltoft Vig.
På Mols ligger naturområdet Mols Bjerge med Mols högsta punkt, Agri Bavnehøj, 137 meter över havet.
Invånarna i Mols kallas molboer. I övriga Danmark har molborna påståtts vara obegåvade, och varit huvudpersoner i etniska skämt, liknande norgehistorier.